# نعناع كومرلي
نعناع كومرلي (الاسم العلمي:Mentha kuemmerlei) هو نوع هجين من النباتات يتبع جنس النعناع من الفصيلة الشفوية.